# Cristià VII
Cristià VII (Copenhaguen, 29 de gener de 1749 – Rendsburg, 13 de març de 1808) fou rei de Dinamarca i de Noruega de 1766 a 1808. Era fill del rei Frederic V i de Lluïsa de Gran Bretanya.
A causa de la seva dèbil salut mental -probablement patia d'esquizofrènia-, fou un monarca molt dèbil. Tot i que oficialment era un monarca absolut, mai arribà a controlar el govern del país, sinó que aquest va quedar en mans d'un consell d'estat. Durant el seu regnat, es va produir el naixement de la Il·lustració, es van instaurar algunes reformes liberals.
El 1768, va signar el tractat de Gottorp al castell de Gottorp a Slesvig, que va acabar amb segles de litigis amb la ciutat hanseàtica d'Hamburg. Aliat en la Segona Lliga de la Neutralitat Armada amb Suècia, Rússia i Prússia, inicià una confrontació amb el Regne Unit en la Horatio Nelson atacà i destruí la flota danesa a la primera Batalla de Copenhaguen l'abril del 1801, i la coalició que impedia l'accés britànic al Mar del Nord es desfeu immediatament.
El 1807 Copenhaguen va patir un bombardeig britànic per capturar o destruir la flota dano-noruega durant les guerres napoleòniques, que estava sota pressió francesa per comprometre la seva flota al Bloqueig Continental de Napoleó Bonaparte, i l'incident va provocar l'esclat de la guerra anglo-rusa que va acabar amb els tractats d'Örebro el 1812. L'atac a Dinamarca, un país neutral, va ser molt criticat internacionalment. La Royal Navy es va fer amb la flota danesa i es va assegurar l'ús de les vies marítimes al mar del Nord i al mar Bàltic per a la flota mercant britànica, però Dinamarca es va unir al bloqueig Continental i a la guerra al costat de França, però sense flota tenia poc a oferir.
El 8 de novembre de 1766 es va casar amb Carolina Matilde de Hannover (1751-1775), filla del príncep Frederic del Regne Unit i de la princesa Augusta de Saxònia-Gotha. La parella tingué dos fills:
- Frederic VI de Dinamarca, nat el 1768 al palau de Christianborg i mort el 1839 al palau d'Amalienborg. Es casà amb la landgravina Maria de Hessen-Kassel i successor
- Lluïsa Augusta de Dinamarca, nada a Hørsholm el 1771 i morta el 1843 a Augustenburg. Es casà amb el duc Frederic Cristià II de Schleswig-Holstein-Sonderburg-Augustenburg.